# Anzieux
Der Anzieux ist ein kleiner Fluss in Frankreich, der in der Region Auvergne-Rhône-Alpes verläuft. Er entspringt im Gemeindegebiet von Grézieu-le-Marché, entwässert generell in westlicher Richtung durch die historische Landschaft Forez und mündet nach rund 15 Kilometern im Gemeindegebiet von Montrond-les-Bains als rechter Nebenfluss in die Coise, die selbst wenige Meter weiter die Loire erreicht. 
Auf seinem Weg berührt der Anzieux die Départements Rhône und Loire, im Unterlauf quert er die Bahnstrecke Moret-Veneux-les-Sablons–Lyon-Perrache.

## Orte am Fluss
(Reihenfolge in Fließrichtung)
- Bras de Fer, Gemeinde Chazelles-sur-Lyon
- Viricelles
- Bellegarde-en-Forez
- Saint-André-le-Puy
- Montrond-les-Bains